# Aleix Ildefons Civil i Castellví
Aleix Ildefons Civil i Castellví (Molins de Rei, Baix Llobregat, 1889 - Molins de Rei, Baix Llobregat, 1936) fou un músic i monjo de Montserrat. Víctima de la persecució religiosa de l'inici de la Guerra civil espanyola, se n'ha iniciat el procés de beatificació i ha estat proclamat servent de Déu i beatificat en 2013 com un dels 522 màrtirs de la Beatificació de Tarragona.
Fill del músic Miquel Civil i Bogunyà, germà de Francesc Civil i Castellví (1895-1990), músic i monjo de Montserrat, i de Josep Civil i Castellví (1876-1956), notable pianista i compositor de certa anomenada a París. Estudià a la Schola Cantorum de París (1906-1911) amb Armand Parent, l'escola de violí del qual introduí al monestir de Montserrat.